# Епархия Каролинских островов
Епархия Каролинских островов (лат. Dioecesis Carolinensium) — епархия Римско-Католической церкви с центром в городе Туннук, Острова Чуук, Федеративные штаты Микронезии. Епархия Каролинских островов входит в митрополию Аганьи. Юрисдикция епархии Каролинских островов распространяется на государства Палау и Федеративные штаты Микронезии. Кафедральным собором епархии Каролинских островов является Собор Непорочного Сердца Марии.

## История

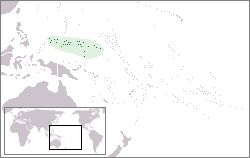
Расположение епархии Каролинских островов

15 мая 1886 года Святой Престол образовал две миссии Sui iuris Восточной части Каролинских островов и Западной части Каролинских островов, выделив их из Апостольской префектуры Микронезии. Миссия «Sui iuris» Восточной части Каролинских островов располагалась на острове Понпеи, в миссия Sui iuris Западной части Каролинских островов — на острове Яп. 19 декабря 1905 года обе миссии были объединены в одну Апостольскую префектуру Каролинских островов.
11 марта 1911 года Святой Престол объединил Апостольскую префектуру Каролинских островов с Апостольской префектурой Марианских островов, создав единую Апостольскую префектуру Каролинских и Марианских островов.
4 мая 1923 года Апостольская префектура Каролинских и Марианских островов была объединена с Апостольской префектурой Маршалловых островов и была переименована в Апостольскую префектуру Каролинских, Марианских и Маршалловых островов.
14 июля 1946 года Марианские острова были выделены из Апостольской префектуры Каролинских, Марианских и Маршалловых островов. На Марианских островах был образован Апостольский викариат Гуама (сегодня — Архиепархия Аганьи).
13 мая 1979 года Римский папа Иоанн Павел II издал буллу «Tametsi Ecclesiae», которой преобразовал Апостольскую префектуру Каролинских и Маршалловых островов в епархию Каролинских и Маршалловых островов.
23 апреля 1993 года Римский папа Иоанн Павел II издал буллу «Quo expeditius», которой разделил епархию Каролинских и Маршалловых островов на епархию Каролинских островов и Апостольскую префектуру Маршалловых островов.

## Ординарии епархии
- священник Сальвадор-Пьер Валлесер (21.08.1912 — 23.06.1919)
- священник Сантьяго Лопес де Рего и Лабарта[англ.] (25.05.1923 — 29.10.1938)
- священник Томас Джон Фини[англ.] (1951 — 9.09.1955)
- епископ Винсент Игнатиус Кенналли[англ.] (09.01.1956 — 29.09.1971)
- епископ Мартин Джозеф Нейлон[англ.] (20.09.1971 — 25.05.1995)
- епископ Амандо Само[англ.] (25.03.1995 — 2020)
- епископ Джулио Ангкель[нем.] (с 02.02.2020)

## Источник
- Annuario Pontificio, Ватикан, 2007
- Булла Tametsi Ecclesiae  (лат.)
- Булла Quo expeditius  (лат.)